# NGC 6172
NGC 6172 (również IC 1213, PGC 57937 lub UGC 10352) – galaktyka eliptyczna (E), znajdująca się w gwiazdozbiorze Węża. Odkrył ją Édouard Jean-Marie Stephan 21 czerwca 1884 roku.
W galaktyce tej zaobserwowano supernową SN 2007bj.